# Isla Clubes
Isla Clubes (en portugués: Ilha dos Clubes literalmente Isla de los Clubes) es la más pequeña de las tres islas del lago Paranoá, en Brasilia, en el Distrito Federal de Brasil. Posee cerca de 6 metros de diámetro y 1 metro de altura, se encuentra cerca del Puente Juscelino Kubitschek (Ponte Juscelino Kubitschek). Las otras dos islas son Paranoá y la Isla del Retiro.